# Al-Qarara
Al-Qarara (àrab: القرارة, al-Qarāra) és un municipi palestiní situat al nord de Khan Yunis, en la governació de Khan Yunis del sud de la Franja de Gaza. Segons l'Oficina Central d'Estadístiques de Palestina, al-Qarara tenia 16,900 habitants a mitjans de 2006, la majoria d'ells musulmans.